# Сасано, Сэкидзи
Сэкидзи Сасано (яп. 笹野積次 Сасано Сэкидзи,  16 декабря 1914, Сидзуока, Японская империя — 26 марта 2004, Кавасаки, Канагава, Япония) — японский футболист, полузащитник. Участник Летних Олимпийских игр 1936 года.

## Биография
Сэкидзи получил школьное образование средней школе Сида (ныне — средняя школа Фудзиэда Хигаси) в префектуре Сидзуока. Он был выпускником 4-го поколения, закончив эту школу на год раньше своего будущего партнёра по сборной Акиры Мацунаги. После окончания школы Сэкидзи поступил в университет Васэда и стал выступать за студенческую футбольную команду. В апреле 1936 года Сэкидзи попал в список из 16 футболистов, которые должны были представлять Японию на Летних Олимпийские играх в Берлине. Он был запасным игроком и не сыграл за олимпийскую сборную ни одной игры на турнире. В 1938 году полузащитник в составе университетского коллектива выиграл Кубок Императора, а в 1939 году стал финалистом этого турнира.
В годы Тихоокеанской войны Сэкидзи служил в японской императорской армии. После окончания конфликта он работал в администрации префектуры Сидзуока. Сэкидзи умер в 2004 году. 12 лет спустя он вошёл в Зал славы японского футбола вместе с партнёрами по олимпийской сборной.

## Достижения
«Университет Васэда»
- Обладатель Кубка императора: 1938